# Hulta kyrka
Hulta kyrka är en kyrkobyggnad som sedan 2007 tillhör den syrisk-ortodoxa församlingen i Borås (tidigare Gustav Adolfs församling i Skara stift). Kyrkan ligger i stadsdelen Hulta i Borås kommun.

## Kyrkobyggnaden
Träkyrkan är en demonterbar vandringskyrka tillverkad av Oresjö Sektionshus och satt på plats 1966. Till formen är byggnaden en treskeppig basilika, där mittskeppet har ett brant sadeltak och sidoskeppen plana tak med lägre höjd. Ytterväggarna är klädda med stående lockpanel. Vid sydöstra sidan finns ett tillbyggt församlingshem från 1972.
Norr om kyrkan finns en fristående klockstapel som är samtida med kyrkan. Klockstapeln är en öppen konstruktion av brunmålat trä som vilar på fyra fyrkantiga ben. I stapeln hänger en kyrkklocka. Sedan 1989 finns automatisk klockringning.
Kyrkan, som tidigare tillhörde Borås Gustav Adolfs församling, såldes år 2007 till syrisk-ortodoxa församlingen i Borås.

## Inventarier
- Altaret av trä är från 1974. Tillhörande altartavla är tillverkad 1974 av Syster Marianne i Alsike kloster. Tavlans motiv är Herrens bön.
- Dopfunten är troligen samtida med kyrkan. Funten har en rund cuppa med en mässingskål.

### Orgel
- Orgeln, tillverkad 1978 av Grönlunds Orgelbyggeri, flyttades vid försäljningen först till Norrmalms församlingshems kyrksal och vid dess nedläggning 2014 till Gustav Adolfs kyrkans norra kapell.[2]